# Ли Сюэцинь
Ли Сюэцинь (28 марта 1933, Пекин — 24 февраля 2019) — китайский историк, археолог, эпиграфист, специалист по Древнему Китаю. Профессор Университета Цинхуа. Назывался ведущим историком современного Китая.
Был директором Института истории Академии общественных наук КНР. Его называют одной из ведущих фигур в изучении Древнего Китая за последние полвека.
В 1948 году окончил школу и в 1951 году поступил в Университет Цинхуа, где изучал философию и логику под руководством профессора Цзиня Юэлиня.
C 2003 года профессор истории в своей альма-матер.
Автор множества книг и порядка тысячи научных статей.